# Lago di Seyfe
Il lago di Seyfe (in turco Seyfe Gölü) è un lago salato tettonico endoreico poco profondo sito nell'Anatolia Centrale, nella provincia di Kırşehir, circa 35 km a est del capoluogo.

## Geografia
Il lago, con un'area di 15 km², è situato circa 20 km a nord della città di Mucur. La pianura omonima, che si trova ad un'altitudine di 1080 m.s.l.m, ha una superficie di 152200 ettari. Di questi, 1550 ettari appartengono al lago, 9700 ettari sono una palude temporanea, il resto è un'area agricola. La profondità del lago raggiunge i 4-5 metri a 200 metri dalla riva, mentre la profondità massima è tra 10-12 metri. La lunghezza del lago è di 10 km, la sua larghezza è di 5 km, la sua circonferenza è di 26 km. Il lago di Seyfe si prosciuga in estate, e si gonfia nei mesi invernali a causa delle abbondanti precipitazioni, mentre i suoi dintorni si impaludano. Poiché è un bacino chiuso, l'acqua ferma è salata, e pertanto il terreno diventa sterile. Il monopolio statale (Tekel) ha aperto sul lago uno stabilimento per l'estrazione del sale.
Nel dicembre 2006, il lago di Seyfe si è prosciugato completamente.

## Fauna
La fauna del lago è costituita da piccoli granchi, piccole conchiglie e altri invertebrati, che costituiscono la dieta per una grande colonia di fenicotteri rosa e numerose altre specie di uccelli acquatici. Questa zona, abitata da oltre 600000 uccelli di diverse specie, il 13 luglio 1994 è stata trasformata in un Parco naturale aderendo alla convenzione di Ramsar. Sono state prese misure per impedire che la generazione di volatili venga disturbata dai cacciatori durante la stagione di caccia. Questo "Paradiso degli uccelli" è frequentato da circa 25 specie aviarie durante il periodo della migrazione, mentre 50 diverse specie di uccelli depongono qui le uova, e in totale 182 specie di uccelli frequentano il sito.